# Hope Motor Company
Hope Motor Company – japońskie przedsiębiorstwo branży motoryzacyjnej, założone w 1952 roku, mające swoją siedzibę w Tokio, znane głównie z produkcji modelu Hope Star ON 360.

## Historia
Przedsiębiorstwo Hope Motor Company (znane także pod nazwą Hope Jidosha) założone zostało w 1952 roku w Tokio. Początkowo zajmowało się produkcją dostawczych pojazdów trójkołowych. W 1960 roku, zaprezentowało małe kombi Unicar. W latach 1965–1967 opracowała model z napędem na cztery koła znany jako Hope Star ON 360.